# Walenty Kłyszejko

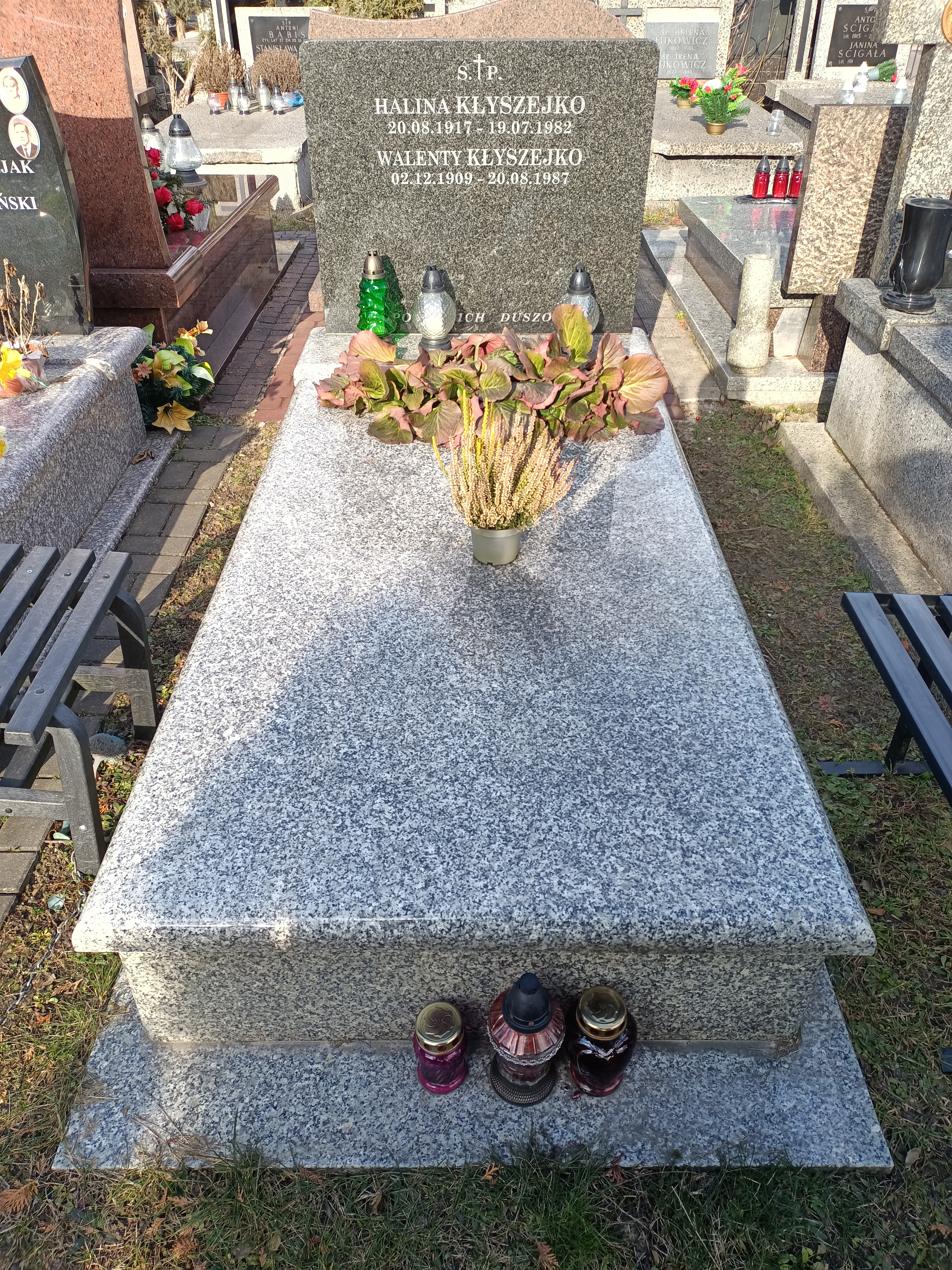
Grób Walentego Kłyszejko na Cmentarzu komunalnym Północnym w Warszawie

Walenty Kłyszejko (est. Valentin Klõšeiko, ros. Валентин Клышейко; ur. 19 listopada?/2 grudnia 1909 w Petersburgu, zm. 20 sierpnia 1987 w Warszawie) – estoński koszykarz i trener narodowości polskiej, profesor Akademii Wychowania Fizycznego w Warszawie, doc. dr. nauk wf. Pierwszy trener kadry koszykarzy w latach 1936–1939 i 1949 oraz kadry koszykarek, trenował również kadrę szczypiornistów; w pierwszym historycznym meczu w lutym 1948 prowadził żeńską kadrę siatkarek. Uczestnik obrony Warszawy w 1939 roku, podporucznik Polskich Sił Zbrojnych na Zachodzie, uczestnik lądowania w Normandii i bitew pod Falaise i Caen. 

## Życiorys
Urodził się w Petersburgu w polskiej rodzinie urzędniczej. Rodzice, Stanisław i Eleonora oraz brat Stanisław zmarli w latach 40., oprócz tego miał jeszcze brata, Pawła, który pozostał w ZSRR. W czasie rewolucji październikowej rodzina przeniosła się do Tallinna, pokonując pieszo ponad 400 kilometrów. Tam Kłyszejko rozpoczął grę w drużynie YMCA, gdzie trenerem był absolwent kolebki koszykówki – Springfield Training School – Mark Nestle. Tam też Kłyszejko ukończył kurs instruktorski i rozpoczął staż trenerski. Wystąpił pięciokrotnie w kadrze narodowej Estonii. Do Polski przybył w 1933 roku na dwuletnie studia w Centralnym Instytucie Wychowania Fizycznego, poprzedniku dzisiejszej AWF, skierowany przez Związek Polaków Za Granicą.
Mimo młodego wieku szybko zaczął pracę jako trener – w klubie Polonia Warszawa oraz w Polskim Związku Piłki Ręcznej. Przyczynił się do zunifikowania przepisów gry w koszykówkę w skali kraju oraz uporządkowania rozgrywek o mistrzostwo Polski.
Już rok po przyjeździe do Polski poprowadził żeńską kadrę narodową na Światowych Igrzyskach Kobiet, a potem także drużynę męską. W 1936 roku prowadził na Igrzyskach Olimpijskich w Berlinie narodową drużynę koszykarzy, która zajęła czwarte miejsce, najlepsze z zespołów europejskich i najlepsze w historii tej dyscypliny w Polsce. W następnym roku drużyna zdobyła 4. miejsce w mistrzostwach Europy, zaś dwa lata później, w Mistrzostwach 1939 roku pod jego kierunkiem koszykarze zdobyli brązowe medale.
W 1938 roku dostał polskie obywatelstwo i rozpoczął pracę w AWF, gdzie z czasem został kierownikiem Katedry Gier Zespołowych. Wyszkolił tam wielu instruktorów koszykówki, a także zawodników i zawodniczek AZS, w którym pewien czas prowadził zajęcia szkoleniowe. W tejże katedrze pracował wiele lat propagator koszykówki mgr Józef Pachla.
Uczestnik obrony Warszawy w 1939 roku. Dzięki estońskiemu paszportowi przez Budapeszt przedostał się do Francji, a potem na Wyspy Brytyjskie. Wstąpił do Polskich Sił Zbrojnych. Ukończył tam Szkołę Podchorążych Broni Pancernych. Został wcielony do 1 Pułku Pancernego. W jego szeregach przeszedł cały szlak bojowy, uczestnicząc w lądowaniu w Normandii, bitwach pod Falaise i Caen. Awansował na podporucznika. Dwukrotnie ranny został przeniesiony do Ośrodka Rehabilitacyjnego Polskich Sił Lądowych w Peebles w Szkocji. Wrócił do kraju w 1947 roku i wznowił zajęcia na AWF, gdzie pracował do emerytury.
W latach 1962–1965 prezes Klubu Sportowego AZS-AWF Warszawa. Na przełomie lat 60. i 70 pełnił funkcję prezesa PZKosz.
Był autorem wielu opracowań taktyczno-technicznych w koszykówce oraz obserwacji i analizy walki w grach zespołowych, pod jego redakcją wydano np. Wybrane zagadnienia teorii sportowych gier zespołowych.
Odznaczony m.in.: Krzyżem Kawalerskim Orderu Odrodzenia Polski, Złotym Krzyżem Zasługi, Medalem „Za zasługi dla obronności kraju”, odznaką Zasłużony Nauczyciel PRL, odznaką Zasłużony Działacz Kultury Fizycznej, Croix de Combattants Volontaires (Francja), France and Germany Star, War Medal 1939-1945 i Defence Medal (Wielka Brytania).
Od 1948 roku należał do PZPR, od 1976 do ZBOWiD-u.
Dwukrotnie żonaty, z drugiego małżeństwa z Haliną Kozakiewicz (1948) miał dwóch synów, Stanisława i Andrzeja.